# Noura Nasri
Noura Nasri là một vận động viên bắn súng thể thao Tunisia.  Tại Thế vận hội Mùa hè 2012, cô đã tham gia cuộc thi súng ngắn 10 mét nữ.